# Rosemarie DeWitt
Rosemarie DeWitt (ur. 26 października 1971 w Nowym Jorku) – amerykańska aktorka, odtwórczyni głównej roli w serialu telewizji Fox Impas z sezonu 2006-2007.

## Życiorys
DeWitt urodziła się w nowojorskiej dzielnicy Queens jako córka Rosemarie Braddock i Kenny’ego DeWitta. Jest wnuczką boksera Jamesa J. Braddocka. Zagrała w filmie biograficznym o dziadku Człowiek ringu (Cinderella Man) z 2005 roku. Wcieliła się w postać sąsiadki Sary Wilson, a rolę dedykowała dziadkowi.
DeWitt uczęszczała do Whippany Park High School. Wystąpiła w jednym ze szkolnych przedstawień, grała rolę Księżniczki Puffer w adaptacji The Mystery of Edwin Drood według pierwowzoru Karola Dickensa. Po ukończeniu szkoły studiowała na Uniwersytecie Hofstra. Sztuki aktorstwa uczyła się w Actors Center w Nowym Jorku.
Była związana z Chrisem Messiną. Od 2 listopada 2009 roku jest żoną Rona Livingstona, z którym zaadoptowała dwie córki – Gracie James (ur. 2013) i ZaZę (ur. 2015).

## Kariera
Karierę zaczynała od występów w off-broadwayowskich sztukach. Później starała się o role w przedstawieniu Danny and the Deep Blue Sea w Second Stage Theatre; The Butter and Egg Man w Atlantic Theater Company oraz Small Tragedy, za którą dostała Obie Award.
Szerszej widowni kojarzy się z roli Midge Daniels w serialu AMC Mad Men. Także rola negocjatorki FBI Emily Lehman w serialu Foxa Impas została zauważona.
Na ekranie kinowym pojawiła się m.in. w filmie Rachel wychodzi za mąż w reżyserii Jonathana Demme’a. Za tę rolę otrzymała nominację do nagrody Independent Spirit Awards 2008. Otrzymała nagrodę Satelitów za rok 2008 dla najlepszej aktorki drugoplanowej.
W 2011 miała miejsce premiera filmu Margaret, gdzie DeWitt partneruje Mattowi Damonowi, Annie Paquin i Markowi Ruffalo.